# پاتریک هاگر
پاتریک هاگر (انگلیسی: Patrick Hager؛ زادهٔ ۸ سپتامبر ۱۹۸۸) بازیکن هاکی روی یخ اهل آلمان است.